# Ornebius erraticus
Ornebius erraticus är en insektsart som först beskrevs av Scudder, S.H. 1893.  Ornebius erraticus ingår i släktet Ornebius och familjen Mogoplistidae. Inga underarter finns listade i Catalogue of Life.